# Froidchapelle
Froidchapelle ist eine belgische Gemeinde in der Provinz Hennegau und hat 4.084 Einwohner (Stand 1. Januar 2024). Sie besteht aus mehreren Ortschaften und wird vom Fluss Hante durchquert.

## Geschichte
Überreste von Steinöfen im Wald von Hurtau lassen bereits eine prähistorische Besiedelung vermuten. Erstmals urkundlich erwähnt wurde der Ort im Jahre 673 als Feroaldi Capella (Kapelle des Feroald) im Testament der Heiligen Aldegonde, ihrerseits Schwester der heiligen Waudru. Aus diesem Namen der merowingischen Siedlung wurde im 13. Jahrhundert schließlich Froid Capelle.
Aldegonde hatte den Ort dem Doppelkloster von Maubeuge hinterlassen. Dort wird es dann auch im 10. Jahrhundert vom Grafen von Hennegau erwähnt, der einen Großteil des Gebiets eroberte.

## Sehenswertes

### Kirche
Das Hauptschiff und die Säulen der Kirche Sainte-Aldegonde datieren vom Ende des 16. Jahrhunderts. Sie wurde im Jahre 1643 erweitert, der Chor stammt aus Ziegelsteinen stammt aus dem 17. Jahrhundert. Im Inneren befinden sich eine Kanzel aus dem 18. Jahrhundert und ein Marmoraltar aus der Abtei von Liessies.

### Weiteres
Die 1800 Hektar umfassenden Seen von Eau d'Heure lassen Freizeitaktivitäten aller Art zu.

## Galerie

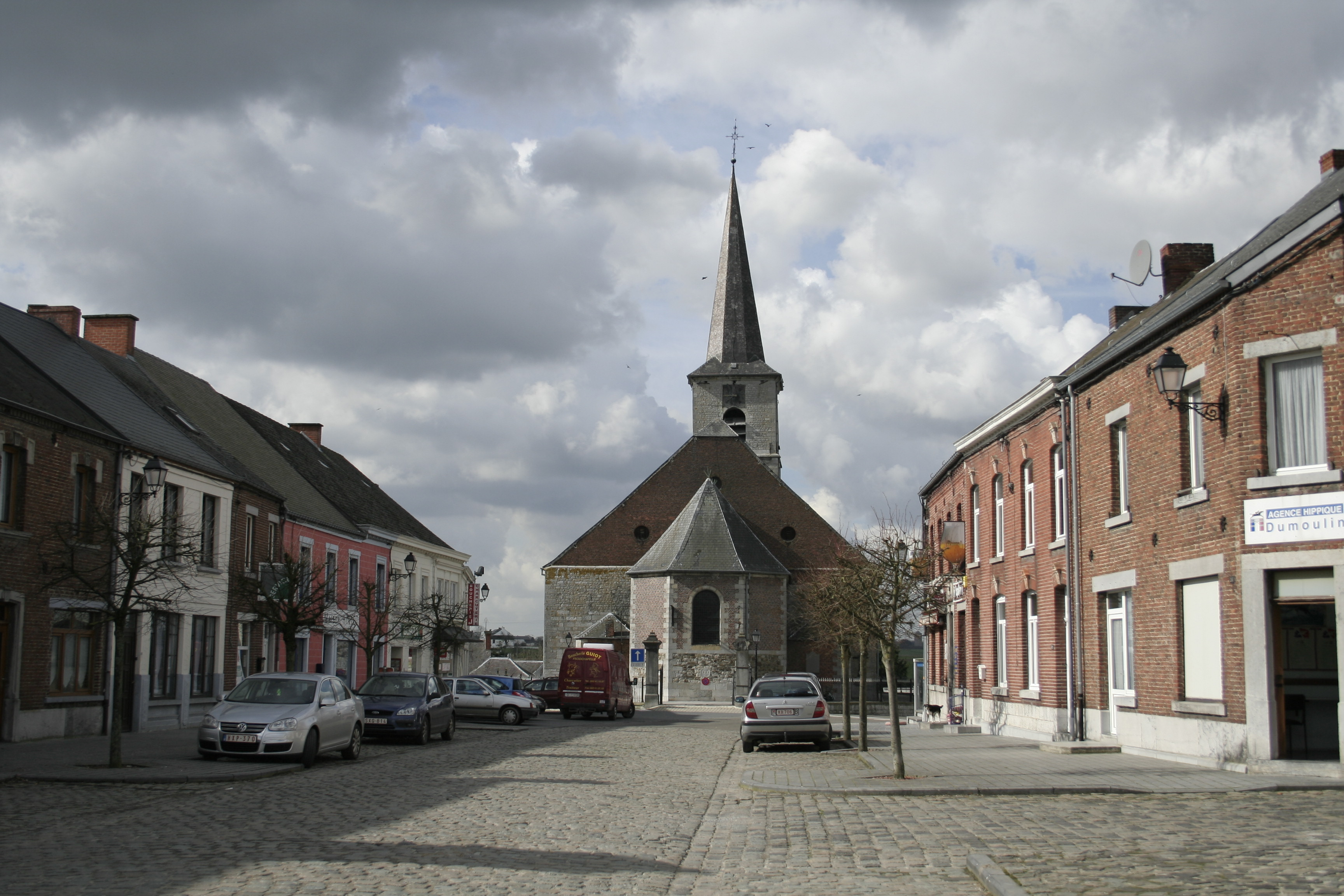
Place Albert Ier
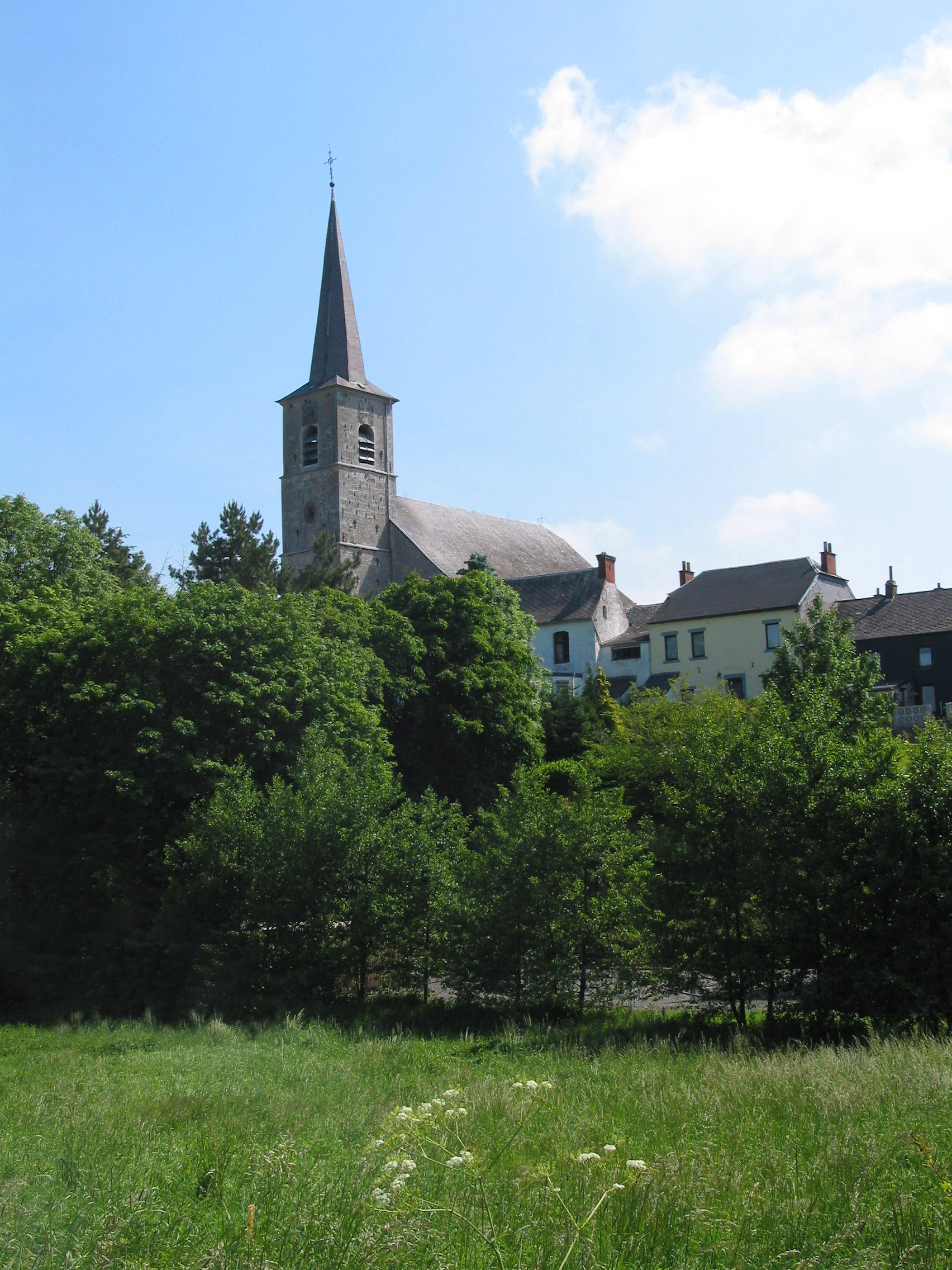
Kirche der Hl. Aldegonde
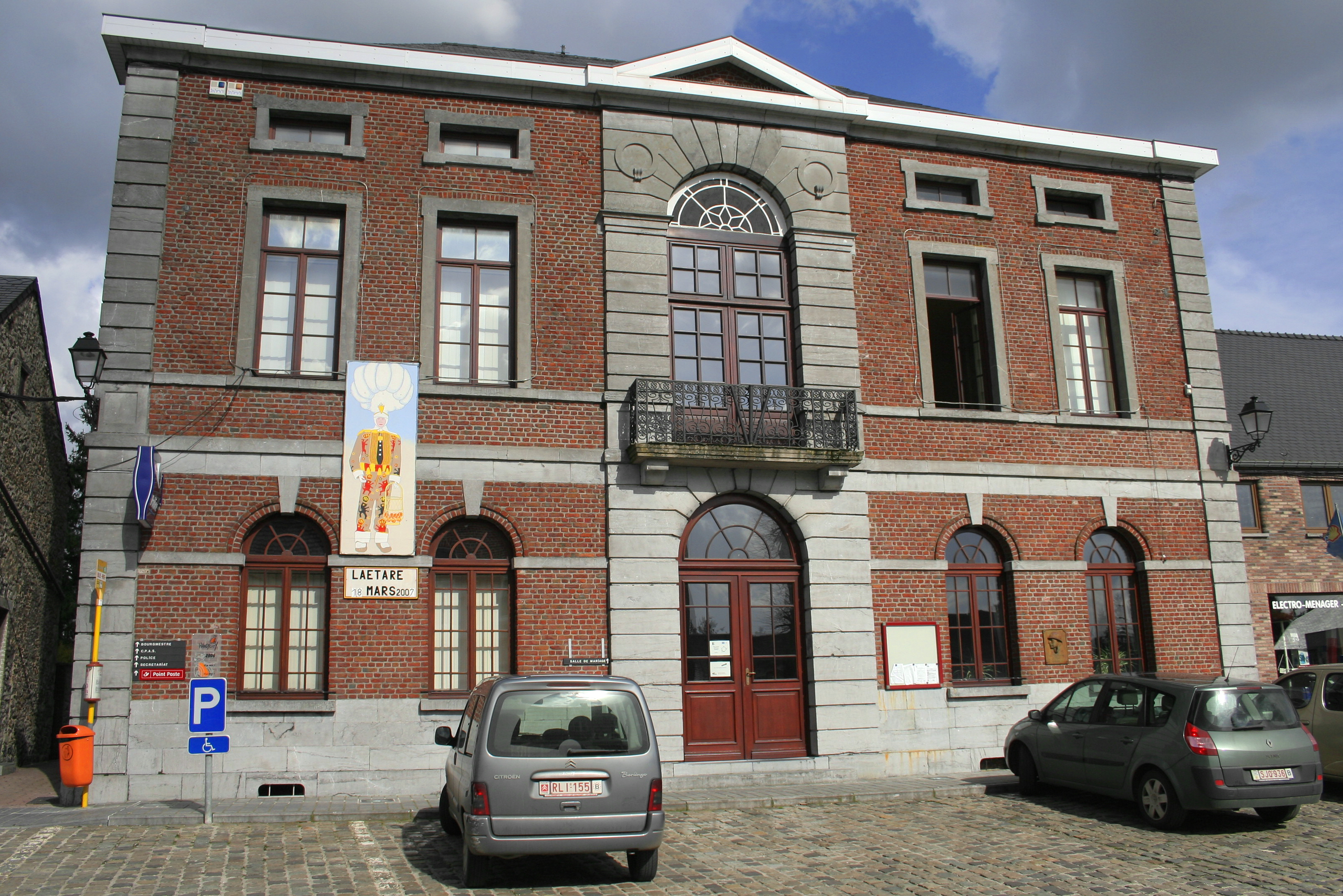
Gemeindehaus